# Trullus
Trullus is een geslacht van rechtvleugeligen uit de familie krekels (Gryllidae). De wetenschappelijke naam van dit geslacht is voor het eerst geldig gepubliceerd in 1999 door Gorochov.

## Soorten
Het geslacht Trullus omvat de volgende soorten:
- Trullus egregius Gorochov, 2001
- Trullus inopinatus Gorochov, 1999